# A Zalaegerszegi TE FC 2008–2009-es szezonja
A Zalaegerszegi TE FC 2008–2009-es szezonja szócikk a Zalaegerszegi TE FC első számú férfi labdarúgócsapatának egy szezonjáról szól.

## Játékosstatisztikák

### Pályán töltött idő
| Név                 | Összes játszott perc | Kezdőcsapatban | Csereként | Összesen |
| ------------------- | -------------------- | -------------- | --------- | -------- |
| Sorin Botis         | 2410                 | 27             | 0         | 27       |
| Vlaszák Géza        | 2340                 | 26             | 0         | 26       |
| Matej Miljatovič    | 2297                 | 26             | 0         | 26       |
| Szamosi Tamás       | 2252                 | 28             | 3         | 31       |
| Máté Péter          | 2143                 | 24             | 0         | 24       |
| Waltner Róbert      | 1998                 | 22             | 3         | 25       |
| Kocsárdi Gergely    | 1969                 | 22             | 2         | 24       |
| Hajdú Norbert       | 1643                 | 19             | 6         | 25       |
| Marián Sluka        | 1393                 | 12             | 10        | 22       |
| Balázs Zsolt        | 1334                 | 14             | 8         | 22       |
| Horváth András      | 1275                 | 16             | 1         | 17       |
| Roguy Méyé          | 1213                 | 14             | 0         | 14       |
| Kemal Alomerović    | 1033                 | 13             | 8         | 21       |
| Illés Gyula         | 973                  | 12             | 2         | 14       |
| Varga Róbert        | 807                  | 9              | 2         | 11       |
| Tóth Zoltán         | 750                  | 8              | 3         | 11       |
| Kovács Gergő        | 741                  | 8              | 2         | 10       |
| Petneházi Márk      | 596                  | 6              | 9         | 15       |
| Darko Pavićević     | 578                  | 6              | 5         | 11       |
| Milan Davidov       | 529                  | 4              | 7         | 11       |
| Zsömlye György      | 385                  | 6              | 0         | 6        |
| Pogacsics Krisztián | 368                  | 4              | 0         | 4        |
| Artjoms Rudņevs     | 232                  | 3              | 1         | 4        |
| Milutin Trnavac     | 180                  | 1              | 4         | 5        |
| Damir Pekič         | 145                  | 1              | 4         | 5        |
| Horváth II András   | 94                   | 0              | 4         | 4        |
| Délczeg Gergely     | 78                   | 1              | 1         | 2        |
| Lukács Tihamér      | 28                   | 0              | 1         | 1        |
| Kottán Krisztián    | 17                   | 0              | 1         | 1        |

### Gólszerzők
| Waltner Róbert   | 15 | 0 | 1 | 16 |
| Roguy Méyé       | 7  | 0 | 0 | 7  |
| Balázs Zsolt     | 6  | 0 | 1 | 7  |
| Darko Pavićević  | 4  | 0 | 1 | 5  |
| Kemal Alomerović | 2  | 0 | 3 | 5  |
| Marián Sluka     | 3  | 0 | 1 | 4  |
| Damir Pekič      | 0  | 1 | 3 | 4  |
| Hajdú Norbert    | 2  | 0 | 1 | 3  |
| Illés Gyula      | 2  | 0 | 0 | 2  |
| Máté Péter       | 2  | 0 | 0 | 2  |
| Matej Miljatovič | 2  | 0 | 0 | 2  |
| Artjoms Rudņevs  | 2  | 0 | 0 | 2  |
| Milutin Trnavac  | 0  | 0 | 2 | 2  |
| Kocsárdi Gergely | 1  | 0 | 0 | 1  |
| Kovács Gergő     | 1  | 0 | 0 | 1  |
| Tóth Zoltán      | 1  | 0 | 0 | 1  |
| Balogh Tamás     | 0  | 0 | 1 | 1  |
| Horváth András   | 0  | 0 | 1 | 1  |

### Sárga és piros lapos figyelmeztetések
| Név               | Sárga lapok | Piros lapok |
| ----------------- | ----------- | ----------- |
| Roguy Méyé        | 4           | 1           |
| Matej Miljatovič  | 4           | 1           |
| Marián Sluka      | 3           | 1           |
| Kocsárdi Gergely  | 1           | 1           |
| Waltner Róbert    | 7           | 0           |
| Horváth András    | 5           | 0           |
| Szamosi Tamás     | 5           | 0           |
| Hajdú Norbert     | 4           | 0           |
| Máté Péter        | 4           | 0           |
| Sorin Botis       | 4           | 0           |
| Tóth Zoltán       | 3           | 0           |
| Varga Róbert      | 3           | 0           |
| Milan Davidov     | 2           | 0           |
| Kovács Gergő      | 2           | 0           |
| Petneházi Márk    | 2           | 0           |
| Zsömlye György    | 2           | 0           |
| Balázs Zsolt      | 1           | 0           |
| Horváth II András | 1           | 0           |
| Darko Pavićević   | 1           | 0           |
| Milutin Trnavac   | 1           | 0           |

## Változások a csapat keretében
| Érkezők - Ludánszki István (Integrál-DAC) - kölcsönből vissza - Simonfalvi Gábor (PMFC) - kölcsönből vissza - Szamosi Tamás (Nea Salamis, ciprusi) - Petneházi Márk (Orosháza FC) - Sipos Gábor (Haladás) - Marián Sluka (FC Senec, szlovák) - Darko Pavićević (OFK Grbalj, montenegrói) - Milutin Trnavac (FK Banat Zrenjanin, szerb) - Délczeg Gergely (REAC) - Igor Mirčeta (NK Zepce, bosnyák) - Kemal Alomerović (Milano Kumanovo, macedón) - Hajdú Norbert (Újpest FC) – kölcsönbe - Varga Róbert (Győri ETO) – kölcsönbe - Kottán György (Andráshida LSC) - Horváth András (Gallipoli Calcio, olasz) - Lukács Tihamér (FC Vihren Sandanski, bolgár) - kölcsönből vissza - Burányi Tamás (Gyirmót FC) - Illés Gyula (Baktalórántháza VSE) - Artjoms Rudņevs (Daugava Daugavpils) - Csutak Ádám (Szombathelyi Haladás) - Alika Henry Osadolor (Heartland, nigériai) - kölcsönbe | Távozók - Lovre Vulin (FC Slovan Liberec, cseh) - Imad Zatara (szabadügynök) - Peter Polgár (Slovan Bratislava, szlovák) - Molnár Balázs (Haladás) - Papp Gábor (Budaörs) - Simonfalvi Gábor (PMFC) - Koplárovics Béla (PMFC) - Bozsik József (Integrál-DAC) - kölcsönbe - Molnár Tamás (Kozármisleny SE) - kölcsönbe - Karakai András (?, osztrák V. osztály) - Németh Péter (?) - Sámson Zoltán (Veresegyház VSK) - kölcsönbe - Osbáth Balázs (Hévíz FC) - Benoit Cyril Belinga (?) - Ludánszki István (Integrál-DAC) - kölcsönbe - Kottán György (Hévíz FC) - kölcsönbe - Fülöp Tibor (Barcsi SC) - Rácz István (Barcsi SC) - Kottán Krisztián (Barcsi SC) - Balogh Tamás (Barcsi SC) - Roguy Méyé (Ankaraspor AŞ, török) - Igor Mirčeta (PS PAO Kalamata, görög) - Milutin Trnavac (?) - Milan Davidov (FK Hajduk Kula, szerb) - Damir Pekič (NK Nafta Lendava, szlovén) - Molnár Tamás (FC Csesztreg) - Hegedűs Milán (Nagykanizsa) - kölcsönbe - Alika Henry Osadolor |

## Mérkőzések
| Színmagyarázat | Színmagyarázat |
| -------------- | -------------- |
|                | Győzelem.      |
|                | Döntetlen.     |
|                | Vereség.       |

### Soproni Liga 2008–09

#### Őszi fordulók
| 1. forduló 2008. július 26. 15:00 |

| Debreceni VSC                                         | 2 – 1               | Zalaegerszegi TE                       |
| ----------------------------------------------------- | ------------------- | -------------------------------------- |
| Rudolf 38' (11-esből) 66' Bernáth 69' Czvitkovics 76' | (1 – 1) Jegyzőkönyv | Waltner 21' (11-esből) 51' Trnavac 38' |

| Oláh Gábor utcai stadion, Debrecen Nézőszám: 4 500 Játékvezető: Kassai Viktor (magyar) Asszisztensek: Erős Gábor Medovarszki János |

| 2. forduló 2008. augusztus 2. 20:00 |

| Zalaegerszegi TE               | 1 – 0               | Kecskeméti TE                   |
| ------------------------------ | ------------------- | ------------------------------- |
| Méyé 40' Zsömlye 32' Sluka 85′ | (1 – 0) Jegyzőkönyv | Koszó 38′ Grkinić 47' Savić 55′ |

| ZTE Aréna, Zalaegerszeg Nézőszám: 4 500 Játékvezető: Király Krisztián (magyar) |

| 3. forduló 2008. augusztus 9. 20:00 |

| Rákospalotai EAC                                             | 2 – 3               | Zalaegerszegi TE                                                      |
| ------------------------------------------------------------ | ------------------- | --------------------------------------------------------------------- |
| Nyerges 17' (11-esből) Dancs 51' Erős 60' Dinka 62' Nagy 66' | (1 – 1) Jegyzőkönyv | Waltner 5' (11-esből) Méyé 81' 21' Máté 87' Zsömlye 16' Petneházi 47' |

| Budai II László Stadion, Budapest Nézőszám: 500 Játékvezető: Bede Ferenc (magyar) |

| 4. forduló 2008. augusztus 16. 20:00 |

| Zalaegerszegi TE                                  | 1 – 1               | Kaposvári Rákóczi |
| ------------------------------------------------- | ------------------- | ----------------- |
| Petrók 71' (öngól) Waltner 51' Botis 76' Tóth 83' | (0 – 0) Jegyzőkönyv | Bozović 78'       |

| ZTE Aréna, Zalaegerszeg Nézőszám: 3 100 Játékvezető: Mészáros István (magyar) |

| 5. forduló 2008. augusztus 24. 20:00 |

| Budapest Honvéd         | 3 – 1               | Zalaegerszegi TE          |
| ----------------------- | ------------------- | ------------------------- |
| Diego 22' Abass 28' 42' | (3 – 1) Jegyzőkönyv | Miljatovič 7' Davidov 60' |

| Bozsik József Stadion, Budapest Nézőszám: 1 500 Játékvezető: Iványi Zoltán (magyar) |

- A jegyzőkönyvből nem derülnek ki a gólszerzők.

| 6. forduló 2008. augusztus 29. 19:00 |

| Zalaegerszegi TE                      | 3 – 1               | MTK Budapest          |
| ------------------------------------- | ------------------- | --------------------- |
| Méyé 45' 54' Balázs 48' 30' Hajdú 51' | (1 – 0) Jegyzőkönyv | Pál 80' Radulović 70' |

| ZTE Aréna, Zalaegerszeg Nézőszám: 2 800 Játékvezető: Solymosi Péter (magyar) |

| 7. forduló 2008. szeptember 13. 20:00 |

| Diósgyőr                            | 2 – 1               | Zalaegerszegi TE                                           |
| ----------------------------------- | ------------------- | ---------------------------------------------------------- |
| Kamber 12' 54' Honma 64' Pintér 42' | (1 – 1) Jegyzőkönyv | Miljatovič 31' Szamosi 15' Petneházi 52' Tóth 70' Méyé 82' |

| DVTK-stadion, Miskolc Nézőszám: 4 500 Játékvezető: Andó-Szabó Sándor (magyar) |

| 8. forduló 2008. szeptember 20. 19:00 |

| Zalaegerszegi TE    | 1 – 1               | Paksi FC   |
| ------------------- | ------------------- | ---------- |
| Kriston 74' (öngól) | (0 – 0) Jegyzőkönyv | Tököli 61' |

| ZTE Aréna, Zalaegerszeg Nézőszám: 1 652 Játékvezető: Szilasi Szabolcs (magyar) |

| 9. forduló 2008. szeptember 27. 19:00 |

| Vasas                                                          | 3 – 1               | Zalaegerszegi TE                                   |
| -------------------------------------------------------------- | ------------------- | -------------------------------------------------- |
| Unierzyski 49' Dobrić 72' Németh 74' 59' Balog 57' Sowunmi 81' | (0 – 0) Jegyzőkönyv | Méyé 64' (11-esből) Máté 45' Szamosi 50' Hajdú 77' |

| Illovszky Rudolf Stadion, Budapest Nézőszám: 5 000 Játékvezető: Vad II. István (magyar) |

| 10. forduló 2008. október 5. 17:30 |

| Győri ETO                  | 1 – 0               | Zalaegerszegi TE                |
| -------------------------- | ------------------- | ------------------------------- |
| Bicák 90+2' 90+3' Bank 11′ | (0 – 0) Jegyzőkönyv | Kovács 62' Méyé 82′ Szamosi 86' |

| ETO Park, Győr Nézőszám: 3 000 Játékvezető: Szabó Zsolt (magyar) |

| 11. forduló 2008. október 18. 18:00 |

| Zalaegerszegi TE                                        | 2 – 0               | FC Fehérvár                       |
| ------------------------------------------------------- | ------------------- | --------------------------------- |
| Balázs 21' Waltner 90+1' (11-esből) Hajdú 27' Botis 33' | (1 – 0) Jegyzőkönyv | Horváth 27' Vujović 61′ Sitku 89' |

| ZTE Aréna, Zalaegerszeg Nézőszám: 3 162 Játékvezető: Sulyok Gergely (magyar) |

| 12. forduló 2008. október 26. 18:00 |

| Nyíregyháza Spartacus   | 1 – 1               | Zalaegerszegi TE                          |
| ----------------------- | ------------------- | ----------------------------------------- |
| Nyerges 82' Cornaci 56' | (0 – 0) Jegyzőkönyv | Waltner 53' Davidov 34' Máté 83' Méyé 90' |

| Nyíregyháza Városi Stadion, Nyíregyháza Nézőszám: 4 000 Játékvezető: Veizer Roland (magyar) |

| 13. forduló 2008. október 31. 19:00 |

| Zalaegerszegi TE                           | 2 – 2               | Újpest                                                |
| ------------------------------------------ | ------------------- | ----------------------------------------------------- |
| Waltner 24' 71' (11-esből) 26' Szamosi 63' | (1 – 2) Jegyzőkönyv | Korcsmár 4' Rajczi 43' Dudić 21' Lipták 66′ Božić 73' |

| ZTE Aréna, Zalaegerszeg Nézőszám: 6 520 Játékvezető: Kassai Viktor (magyar) |

| 14. forduló 2008. november 9. 15:00 |

| BFC Siófok                     | 1 – 4               | Zalaegerszegi TE                                          |
| ------------------------------ | ------------------- | --------------------------------------------------------- |
| Sütő 45' Hegedűs 56' Fülöp 63' | (1 – 1) Jegyzőkönyv | Méyé 24' 71' Waltner 46' Máté 90+3' Horváth 29' Hajdú 41' |

| Révész Géza utcai stadion, Siófok Nézőszám: 900 Játékvezető: Berger József (magyar) |

| 15. forduló 2008. november 15. 18:00 |

| Zalaegerszegi TE                                      | 3 – 2               | Haladás                                      |
| ----------------------------------------------------- | ------------------- | -------------------------------------------- |
| Méyé 28' Waltner 32' (11-esből) Tóth 87' 87' Máté 53' | (2 – 0) Jegyzőkönyv | Andorka 76' Rajos 80' Schimmer 45' Oross 53' |

| ZTE Aréna, Zalaegerszeg Nézőszám: 8 857 Játékvezető: Solymosi Péter (magyar) |

#### Tavaszi fordulók
| 16. forduló 2009. április 8. 18:00 |

| Zalaegerszegi TE                                               | 2 – 1               | Debreceni VSC                                    |
| -------------------------------------------------------------- | ------------------- | ------------------------------------------------ |
| Illés 32' Pavićević 61' Waltner 35' Sluka 90' Miljatovič 90+3' | (1 – 1) Jegyzőkönyv | Dudu 39' 90+3' Varga 23' Leandro 37' Bernáth 77' |

| ZTE Aréna, Zalaegerszeg Nézőszám: 4 500 Játékvezető: Szabó Zsolt (magyar) Asszisztensek: Kispál Róbert Kovács Zoltán |

- Elhalasztott mérkőzés.

| 17. forduló 2009. május 6. 19:00 |

| Kecskeméti TE                                        | 2 – 0               | Zalaegerszegi TE         |
| ---------------------------------------------------- | ------------------- | ------------------------ |
| Litsingi 16' 45' Némedi 63' Farkas 73' Schindler 85' | (2 – 0) Jegyzőkönyv | Kocsárdi 54' Waltner 62' |

| Széktói Stadion, Kecskemét Nézőszám: 2 000 Játékvezető: Kassai Viktor (magyar) |

- Elhalasztott mérkőzés.

| 18. forduló 2009. március 7. 18:00 |

| Zalaegerszegi TE                  | 2 – 1               | Rákospalotai EAC                |
| --------------------------------- | ------------------- | ------------------------------- |
| Illés 46' Waltner 60' Horváth 34' | (0 – 0) Jegyzőkönyv | Dancs 73' Kovács 60' Pintér 90' |

| ZTE Aréna, Zalaegerszeg Nézőszám: 2 535 Játékvezető: Solymosi Péter (magyar) |

| 19. forduló 2009. március 16. 19:00 |

| Kaposvári Rákóczi                          | 1 – 2               | Zalaegerszegi TE                                        |
| ------------------------------------------ | ------------------- | ------------------------------------------------------- |
| Miljatovič 57' (öngól) Petrók 33' Pest 67' | (0 – 1) Jegyzőkönyv | Waltner 26' 67' Kocsárdi 48' Horváth 44' Miljatovič 86' |

| Rákóczi Stadion, Kaposvár Nézőszám: 2 000 Játékvezető: Szilasi Szabolcs (magyar) |

| 20. forduló 2009. március 21. 15:00 |

| Zalaegerszegi TE                   | 1 – 1               | Budapest Honvéd                     |
| ---------------------------------- | ------------------- | ----------------------------------- |
| Hajdú 87' Varga 56' Miljatovič 62' | (0 – 0) Jegyzőkönyv | Hercegfalvi 76' Abass 45' Simić 78' |

| ZTE Aréna, Zalaegerszeg Nézőszám: 2 953 Játékvezető: Bede Ferenc (magyar) |

| 21. forduló 2009. április 4. 19:00 |

| MTK Budapest | 0 – 2               | Zalaegerszegi TE         |
| ------------ | ------------------- | ------------------------ |
| Kanta 90+1'  | (0 – 0) Jegyzőkönyv | Alomerović 50' Sluka 65' |

| Hidegkuti Nándor Stadion, Budapest Nézőszám: 800 Játékvezető: Vad II. István (magyar) |

| 22. forduló 2009. április 12. 17:30 |

| Zalaegerszegi TE                        | 1 – 0               | Diósgyőr  |
| --------------------------------------- | ------------------- | --------- |
| Pavićević 65' 66' Sluka 82' Varga 90+1' | (0 – 0) Jegyzőkönyv | Szabó 66' |

| ZTE Aréna, Zalaegerszeg Nézőszám: 4 932 Játékvezető: Berger József (magyar) |

| 23. forduló 2009. április 18. 19:00 |

| Paksi FC                  | 1 – 1               | Zalaegerszegi TE                                  |
| ------------------------- | ------------------- | ------------------------------------------------- |
| Tököli 65' (11-esből) 54' | (0 – 0) Jegyzőkönyv | Balázs 53' Hajdú 20' Botis 65' Máté 68' Varga 76' |

| Fehérvári úti stadion, Paks Nézőszám: 1 956 Játékvezető: Németh Ádám (magyar) |

| 24. forduló 2009. április 25. 19:00 |

| Zalaegerszegi TE                                   | 3 – 1               | Vasas                                                     |
| -------------------------------------------------- | ------------------- | --------------------------------------------------------- |
| Waltner 24' (11-esből) Balázs 68' 71' Kocsárdi 83′ | (1 – 1) Jegyzőkönyv | Varga 19' (öngól) Paripović 14′ Pavičević 33' Vujović 60' |

| ZTE Aréna, Zalaegerszeg Nézőszám: 4 182 Játékvezető: Szilasi Szabolcs (magyar) |

| 25. forduló 2009. április 28. 19:00 |

| Zalaegerszegi TE                         | 2 – 7               | Győri ETO                                                                   |
| ---------------------------------------- | ------------------- | --------------------------------------------------------------------------- |
| Alomerović 9' Waltner 28' Miljatovič 56′ | (2 – 1) Jegyzőkönyv | Józsi 3' 58' Bajzát 47' 65' 75' Böőr 60' Alekszidze 79' Völgyi 39' Bank 55' |

| ZTE Aréna, Zalaegerszeg Nézőszám: 4 096 Játékvezető: Andó-Szabó Sándor (magyar) |

| 26. forduló 2009. május 1. 19:00 |

| FC Fehérvár                          | 1 – 1               | Zalaegerszegi TE      |
| ------------------------------------ | ------------------- | --------------------- |
| Szakály 28' Horváth 44' Polonkai 84' | (1 – 0) Jegyzőkönyv | Sluka 75' Horváth 60' |

| Sóstói Stadion, Székesfehérvár Nézőszám: 1 795 Játékvezető: Szabó Zsolt (magyar) |

| 27. forduló 2009. május 9. 19:00 |

| Zalaegerszegi TE                           | 2 – 0               | Nyíregyháza Spartacus                                                              |
| ------------------------------------------ | ------------------- | ---------------------------------------------------------------------------------- |
| Waltner 43' 54' Horváth 27' Miljatovič 78' | (1 – 0) Jegyzőkönyv | Lakatos 8' Luis Ramos 53' Hegedűs 69' Zabos 75' Oláh 79' Minczér 81' Miskolczi 82' |

| ZTE Aréna, Zalaegerszeg Nézőszám: 3 785 Játékvezető: Vad II. István (magyar) |

| 28. forduló 2009. május 15. 19:00 |

| Újpest                                   | 2 – 1               | Zalaegerszegi TE                                             |
| ---------------------------------------- | ------------------- | ------------------------------------------------------------ |
| Lipták 36' Simon 59' Tisza 35' Božić 67' | (1 – 0) Jegyzőkönyv | Pavićević 86' Sluka 44' Szamosi 67' Kovács 84' Horváth 90+2' |

| Szusza Ferenc Stadion, Budapest Nézőszám: 4 238 Játékvezető: Solymosi Péter (magyar) |

| 29. forduló 2009. május 23. 19:00 |

| Zalaegerszegi TE                                     | 5 – 3               | BFC Siófok                               |
| ---------------------------------------------------- | ------------------- | ---------------------------------------- |
| Rudņevs 10' 44' Kovács 34' Sluka 61' Waltner 88' 58' | (3 – 2) Jegyzőkönyv | Horváth 4' 83' Magasföldi 37' Kogler 79' |

| ZTE Aréna, Zalaegerszeg Nézőszám: 3 892 Játékvezető: Szabó Zsolt (magyar) |

| 30. forduló 2009. május 30. 19:00 |

| Haladás                       | 1 – 2               | Zalaegerszegi TE                     |
| ----------------------------- | ------------------- | ------------------------------------ |
| Oross 71' Molnár 18' Tóth 27' | (0 – 0) Jegyzőkönyv | Pavićević 90' Balázs 90+2' Botis 35' |

| Rohonci úti stadion, Szombathely Nézőszám: 12 000 Játékvezető: Kassai Viktor (magyar) |

#### A bajnokság végeredménye
| #   | Csapat                    | M  | GY | D  | V  | G+ – G– | GK  | P  | Megjegyzések                  |
| --- | ------------------------- | -- | -- | -- | -- | ------- | --- | -- | ----------------------------- |
| 1.  | Debreceni VSC (B) (I)     | 30 | 21 | 5  | 4  | 70–29   | +41 | 68 | Bajnokok Ligája (selejtező)   |
| 2.  | Újpest (I)                | 30 | 17 | 8  | 5  | 61–38   | +23 | 59 | Európa-liga (2. selejtezőkör) |
| 3.  | Haladás Ú (I)             | 30 | 16 | 5  | 9  | 44–29   | +15 | 53 | Európa-liga (1. selejtezőkör) |
| 4.  | Zalaegerszegi TE          | 30 | 15 | 7  | 8  | 52–44   | +8  | 52 |                               |
| 5.  | Kecskeméti TE Ú           | 30 | 14 | 6  | 10 | 55–44   | +11 | 48 |                               |
| 6.  | FC Fehérvár               | 30 | 14 | 6  | 10 | 42–34   | +8  | 48 |                               |
| 7.  | MTK Budapest CV           | 30 | 13 | 6  | 11 | 43–41   | +2  | 45 |                               |
| 8.  | Győri ETO                 | 30 | 11 | 10 | 9  | 57–41   | +16 | 43 |                               |
| 9.  | Kaposvári Rákóczi         | 30 | 11 | 7  | 12 | 51–46   | +5  | 40 |                               |
| 10. | Vasas                     | 30 | 11 | 5  | 14 | 42–52   | −10 | 38 |                               |
| 11. | Paksi FC                  | 30 | 9  | 8  | 13 | 38–51   | −13 | 35 |                               |
| 12. | Diósgyőr                  | 30 | 9  | 6  | 15 | 29–45   | −16 | 33 |                               |
| 13. | Budapest Honvéd (KGY) (I) | 30 | 8  | 8  | 14 | 31–46   | −15 | 32 | Európa-liga (3. selejtezőkör) |
| 14. | Nyíregyháza Spartacus     | 30 | 7  | 11 | 12 | 32–41   | −9  | 32 |                               |
| 15. | BFC Siófok (K)            | 30 | 8  | 2  | 20 | 30–56   | −26 | 26 | NB II                         |
| 16. | Rákospalotai EAC (K)      | 30 | 3  | 6  | 21 | 33–73   | −40 | 15 | NB II                         |

Utolsó frissítés: 2013. február 19. 
Forrás: MLSZ adatbank 
A rangsorolás alapszabályai: 1. összpontszám, 2. győzelmek száma, 3. egymás elleni eredmények összpontszáma,  4. egymás elleni eredmények gólkülönbsége, 5. egymás elleni eredmények szerzett góljainak száma 6. gólkülönbség, 7. szerzett gólok száma.
(B): Bajnokcsapat, (K): Kieső csapat, (F): Feljutó csapat, (I): Kupainduló, (R): A rájátszás győztese, (KGY): Kupagyőztes

#### Az eredmények összesítése
Az alábbi táblázatban összesítve szerepelnek a Zalaegerszegi TE FC 2008/09-es bajnokságban elért eredményei.
| Ősz/tavasz (forduló)    | Otthon | Otthon | Otthon | Otthon | Otthon | Otthon | Otthon | Idegenben | Idegenben | Idegenben | Idegenben | Idegenben | Idegenben | Idegenben |
| Ősz/tavasz (forduló)    | M      | GY     | D      | V      | LG–KG  | GK     | P      | M         | GY        | D         | V         | LG–KG     | GK        | P         |
| ----------------------- | ------ | ------ | ------ | ------ | ------ | ------ | ------ | --------- | --------- | --------- | --------- | --------- | --------- | --------- |
| Őszi szezon (1–15.)     | 7      | 4      | 3      | 0      | 13–7   | +6     | 15     | 8         | 2         | 1         | 5         | 12–15     | –3        | 7         |
| Tavaszi szezon (16–30.) | 8      | 6      | 1      | 1      | 18–14  | +4     | 19     | 7         | 3         | 2         | 2         | 9–8       | +1        | 11        |
| Összesen (1–30.)        | 15     | 10     | 4      | 1      | 31–21  | +10    | 34     | 15        | 5         | 3         | 7         | 21–23     | –2        | 18        |

#### Helyezések fordulónként
| Forduló  | 1  | 2  | 3  | 4 | 5 | 6  | 7 | 8 | 9  | 10 | 11 | 12 | 13 | 14 | 15 | 16 | 17 | 18 | 19 | 20 | 21 | 22 | 23 | 24 | 25 | 26 | 27 | 28 | 29 | 30 |
| -------- | -- | -- | -- | - | - | -- | - | - | -- | -- | -- | -- | -- | -- | -- | -- | -- | -- | -- | -- | -- | -- | -- | -- | -- | -- | -- | -- | -- | -- |
| Helyszín | I  | O  | I  | O | I | O  | I | O | I  | I  | O  | I  | O  | I  | O  | O  | I  | O  | I  | O  | I  | O  | I  | O  | O  | I  | O  | I  | O  | I  |
| Eredmény | V  | GY | GY | D | V | GY | V | D | V  | V  | GY | D  | D  | GY | GY | GY | V  | GY | GY | D  | GY | GY | D  | GY | V  | D  | GY | V  | GY | GY |
| Helyezés | 12 | 7  | 4  | 6 | 9 | 6  | 8 | 8 | 12 | 13 | 10 | 11 | 11 | 9  | 6  | 5  | 6  | 6  | 6  | 5  | 4  | 3  | 3  | 3  | 3  | 4  | 4  | 4  | 4  | 4  |

Helyszín: O = Otthon; I = Idegenben. Eredmény: GY = Győzelem; D = Döntetlen; V = Vereség.

### Magyar kupa
| 3. forduló 2008. szeptember 3. 15:30 |

| Veszprém FC                             | 2 – 1               | Zalaegerszegi TE                                                  |
| --------------------------------------- | ------------------- | ----------------------------------------------------------------- |
| Marosvölgyi 60' 82' Tatai 22' Garai 55' | (0 – 1) Jegyzőkönyv | Pekič 38' Zsömlye 70' Davidov 88′ Kocsárdi 90' Botis 90' Máté 90' |

| Városi stadion, Veszprém Játékvezető: Kovács Gábor (magyar) |

### Ligakupa

#### Csoportkör (C csoport)
| 1. forduló 2008. október 1. 18:00 |

| Zalaegerszegi TE                                                | 5 – 0               | Dunaújváros FC |
| --------------------------------------------------------------- | ------------------- | -------------- |
| Trnavac 7' 72' 34' Pekič 30' Alomerović 61' Balogh 90' Tóth 31' | (2 – 0) Jegyzőkönyv | Nagy 12'       |

| ZTE Aréna, Zalaegerszeg Játékvezető: Böcskei Balázs (magyar) |

| 2. forduló 2008. október 15. 17:00 |

| Pécsi MFC                           | 2 – 0               | Zalaegerszegi TE |
| ----------------------------------- | ------------------- | ---------------- |
| Wittrédi 21' Horváth 24' Luczek 41' | (2 – 0) Jegyzőkönyv | Máté 73'         |

| PMFC Stadion, Pécs Játékvezető: Pintér Csaba (magyar) |

| 3. forduló 2008. október 29. 14:00 |

| Kaposvári Rákóczi | 1 – 0               | Zalaegerszegi TE |
| ----------------- | ------------------- | ---------------- |
| Kerekes 66'       | (0 – 0) Jegyzőkönyv |                  |

| Rákóczi Stadion, Kaposvár Játékvezető: Erdős József (magyar) |

| 4. forduló 2008. november 5. 14:00 |

| Zalaegerszegi TE                          | 3 – 1               | Paksi FC  |
| ----------------------------------------- | ------------------- | --------- |
| Alomerović 27' 44' Horváth 83' Balogh 62' | (2 – 0) Jegyzőkönyv | Pákai 84' |

| ZTE Aréna, Zalaegerszeg Játékvezető: Arany Tamás (magyar) |

| 5. forduló 2008. november 12. 19:00 |

| Újpest                           | 2 – 1               | Zalaegerszegi TE |
| -------------------------------- | ------------------- | ---------------- |
| Szekér 51' Remili 52' Üveges 44' | (0 – 0) Jegyzőkönyv | Pekič 86'        |

| Szusza Ferenc Stadion, Budapest Játékvezető: Németh Ádám (magyar) |

| 6. forduló 2008. november 22. 13:00 |

| Dunaújváros FC | 1 – 2               | Zalaegerszegi TE                |
| -------------- | ------------------- | ------------------------------- |
| Frőhlich 60'   | (0 – 1) Jegyzőkönyv | Pekič 45' Sluka 80' Zsömlye 32' |

| Dunaújváros Játékvezető: Kassai Viktor (magyar) |

| 7. forduló 2008. november 29. 14:00 |

| Zalaegerszegi TE | 0 – 0               | Pécsi MFC |
| ---------------- | ------------------- | --------- |
|                  | (0 – 0) Jegyzőkönyv |           |

| ZTE Aréna, Zalaegerszeg Játékvezető: Pintér Csaba (magyar) |

| 8. forduló 2008. november 26. 13:00 |

| Zalaegerszegi TE | 0 – 5               | Kaposvári Rákóczi                                  |
| ---------------- | ------------------- | -------------------------------------------------- |
|                  | (0 – 2) Jegyzőkönyv | Nikolics 6' Bozović 35' 53' Balogh 64' Kerekes 81' |

| ZTE Aréna, Zalaegerszeg Játékvezető: Ákos Dávid (magyar) |

| 9. forduló 2009. február 11. 13:00 |

| Paksi FC | 0 – 2               | Zalaegerszegi TE             |
| -------- | ------------------- | ---------------------------- |
|          | (0 – 1) Jegyzőkönyv | Alomerović 31' Pavićević 75' |

| Sóstói Stadion, Székesfehérvár Játékvezető: Szilasi Szabolcs (magyar) |

| 10. forduló 2009. február 14. 15:00 |

| Zalaegerszegi TE                                              | 2 – 3               | Újpest                           |
| ------------------------------------------------------------- | ------------------- | -------------------------------- |
| Balázs 59' Waltner 90+3' Kocsárdi 34' Pavićević 45' Botis 63' | (0 – 1) Jegyzőkönyv | Kabát 10' 68' Foxi 90' Božić 80' |

| ZTE Aréna, Zalaegerszeg Játékvezető: Szabó Zsolt (magyar) |

#### A C csoport végeredménye
| Színmagyarázat | Színmagyarázat                                                 |
| -------------- | -------------------------------------------------------------- |
|                | A csoportelső és csoportmásodik bejutott a negyeddöntőbe.      |
|                | A csoport többi helyezettje nem folytathatta a kupaszereplést. |

| Csapat            | M  | Gy | D | V | Lg | Kg | Gk  | P  |
| ----------------- | -- | -- | - | - | -- | -- | --- | -- |
| Újpest            | 10 | 6  | 2 | 2 | 25 | 15 | +10 | 20 |
| Pécsi MFC         | 10 | 6  | 2 | 2 | 24 | 14 | +10 | 20 |
| Kaposvári Rákóczi | 10 | 6  | 1 | 3 | 26 | 20 | +6  | 19 |
| Zalaegerszegi TE  | 10 | 4  | 1 | 5 | 15 | 15 | 0   | 13 |
| Paksi FC          | 10 | 3  | 2 | 5 | 17 | 14 | +3  | 11 |
| Dunaújváros FC    | 10 | 0  | 2 | 8 | 11 | 40 | -29 | 2  |

## Lásd még
- 2008–2009-es magyar labdarúgó-bajnokság

## Külső hivatkozások
- Hivatalos honlap
- zete.co.nr - Nem hivatalos honlap